# Кутулук (посёлок)
Кутулук — посёлок в Кинельском районе Самарской области в составе сельского поселения Георгиевка.

## География
Находится на расстоянии примерно 35 километров по прямой на восток от районного центра города Кинель.

## История
Посёлок основан в 1924 году переселенцами из села Грачевка. Название образован от реки Кутулук. В 1956 году здесь был организован рыбхоз «Кутулук».

## Население
Постоянное население составляло 157 человек (русские 97 %) в 2002 году, 156 в 2010 году.